# Scutpelecopsis
Scutpelecopsis is een geslacht van spinnen uit de familie hangmatspinnen (Linyphiidae).

## Soorten
De volgende soorten zijn bij het geslacht ingedeeld:
- Scutpelecopsis krausi (Wunderlich, 1980)
- Scutpelecopsis loricata (Duma & Tanasevitch, 2011)
- Scutpelecopsis media (Wunderlich, 2011)
- Scutpelecopsis procer (Wunderlich, 2011)
- Scutpelecopsis wunderlichi (Marusik & Gnelitsa, 2009)